# Otto Hermann Kratzsch
Otto Hermann Kratzsch (* 30. Dezember 1840; † 5. Dezember 1880) war ein deutscher Kaufmann und Gründer der traditionsreichen Drogerie „Drogengewölbe Otto H. Kratzsch“ in Chemnitz.

## Leben
Otto H. Kratzsch war ein Pastorensohn aus dem Altenburgischen. Sein Unternehmen belieferte Fabriken mit technischen Drogen und Farben. Im Ladengeschäft wurden Pomaden, Mundwässer, Salben und Pflaster verkauft. Markenartikel waren zu diesem Zeitpunkt unbekannt, die Herstellung derartiger Produkte erfolgte nach eigenen Rezepten.

## Unternehmen
Am 15. Februar 1872 kaufte Otto Hermann Kratzsch das Wohn- und Geschäftshaus Markt 10 mit einem Ladenlokal für 22.500 Taler und nannte sein Geschäft „Drogengewölbe Otto H. Kratzsch“. In der kurzen Zeit der wirtschaftlichen Blüte zu Anfang der 1870er Jahre brachte er das Unternehmen zum Erfolg und begründete dessen Ruf als Drogerie weit über Chemnitz hinaus.
Am 5. Dezember 1880 starb Otto Hermann Kratzsch, sein Grab befindet sich auf dem Städtischen Friedhof in Chemnitz.